# Kalančakski otoci
Kalančakski otoci (ukr. Каланчацькі острови) su otočje koji se nalazi 7 km jugozapadno od južne obale poluotoka Horlji (Horki Kut) Kalančakskog okruga Hersonske oblasti u zaljevu Džarilgač Crnog mora. Otočje čini četiri otoka ukupne površine 15 hektara.

## Povijest
U antičko doba, zbog niže razine mora, arhipelag je bio jedan otok, poznat pod imenima "Cephalonensus" i "Karabay". Ime "Chumaki" povezuje se s rudarenjem soli u njihovoj blizini. 1970-ih i 1980-ih brodovi s turistima putovali su na otočje, jer je ovdje obala pogodna za rekreaciju, a plitka voda na strani Horljija se brzo zagrije na suncu. Devedesetih godina prošlog stoljeća na otoke više nisu dovođene organizirane skupine turista, ali je industrija ponovno oživjela 2010-ih.

## Geografija i klima
Otočje je dio Džarilgačskog prirodnog kompleksa. Najveći otok ove skupine naziva se "Kalančakski" ili "Kalančak", s površinom većom od 10 hektara, u obliku polumjeseca, izduženog od zapada prema istoku. Južna obala otoka ima dobro izraženu plažu od pijeska i školjaka. Sjeverna obala je niska, močvarna, s velikim brojem malih jezera, uvala i tjesnaca. Tri druga otoka danas postoje kao pješčani nanosi. Klima na otocima je umjereno kontinentalna, ali umjerena uz more.

## Flora i fauna otoka
Otok Kalančakski na sjevernoj strani većim je dijelom prekriven trskom (Phragmites australis). Na južnoj obali rasprostranjena je psamofitna i halofitna vegetacija.
Na otocima su česte 22 vrste ptica, od kojih je najzastupljeniji crnoglavi galeb, čija kolonija broji do 16 000 parova. Tu su i gmazovi: gušteri, te sisavci: miševi.

## Sigurnost
U 2019., čelnik regionalne državne uprave Herson izdao je dekret o potrebi stvaranja lokalnih rezervata kao dijela otoka Kalančak i Karaday prepliva, počevši od sela Razdolnoje, okrug Kalančak, kao i vodenog područja u njihovoj blizini. Ukupna površina rezervata je 3600 hektara.
Dana 18. listopada 2020., odlukom br. 1855, Regionalno vijeće Hersona stvorilo je ornitološki rezervat otoka Kalanchak s površinom od 1730 hektara.

## Vanjske poveznice
|  | Zajednički poslužitelj ima još gradiva o temi Kalančakski otoci |